# 黃信 (弘治進士)
黃信（1468年—？），字君實，留守中衛籍福建晉江縣人，明朝政治人物。

## 生平
弘治五年（1492年）中式壬子科順天府鄉試第五十一名舉人。弘治六年（1493年）聯捷癸丑科會試第五十四名，三甲第一百四十二名進士。

## 家族
曾祖黃端；祖父黃仝；父黃忠，母曹氏。严侍下。